# أندرو ماكدونالد (منتج أفلام)
أندرو ماكدونالد (بالإنجليزية: Andrew Macdonald)‏ هو منتج أفلام بريطاني، ولد في 1966 في غلاسكو في المملكة المتحدة.

## وصلات خارجية
- أندرو ماكدونالد على موقع IMDb (الإنجليزية)
- أندرو ماكدونالد على موقع ميوزك برينز (الإنجليزية)
- أندرو ماكدونالد على موقع قاعدة بيانات الفيلم (الإنجليزية)
- أندرو ماكدونالد على موقع كينوبويسك (الروسية)